# 1243
1243 (MCCXLIII) je bilo navadno leto, ki se je po julijanskem koledarju začelo na četrtek.

## Dogodki

### Osvojitve Mongolov
- Začetek leta - Mongolski general Baidžu nadaljuje z ofenzivo proti seldžuškemu Sultanatu Rum. Mongoli zavzamejo mesto Erzurum. Sultan Kejhosrov II. vključi v seldžuško vojsko še vojske Trapezuntskega cesarstva, Kilikijske Armenije, begunske Gruzijce in latinske najemnike. ↓
- 26. junij → Bitka pri Köse Dagu: Mongoli odločujoče porazijo seldžuško vojsko, ki je bila vsaj enkrat številčnejša, a manj izurjena. Po bitki zavzamejo Mongoli mesti Sivas[1] in Kayseri[2]. Kejhosrov II. kapitulira in pristane na plačilo visokega tributa.
  - Povod v postopno dezintegracijo Sultanata Rum. Trapezuntsko cesarstvo in Kiklijska Armenija postaneta vazala Mongolskega imperija.
- Batu Kan ustanovi mesto Saraj in ga razglasi za prestolnico Zlate horde.

### Vojna Lombardov (1228–1243)
- 25. april - Konrad IV.[3], sin rimsko-nemškega cesarja Friderika II. in jeruzalemske kraljice Izabele II., postane polnoleten.

- 5. junij - Ker se Konrad IV. nahaja v Italiji in je več dal na evropsko politiko, jeruzalemska zakonodajna skupščina Haute Court podeli regentstvo nad Jeruzalemskim kraljestvom ciprski kraljici in regentinji Aliciji Šampanjski, ki med prvimi dejanji ukaže aretirati dotedanjega procesarskega regenta Riharda Filangierija, ki je naslednji mesec izgnan nazaj v Italijo.
- 12. junij - Jeruzalemski baroni pod vodstvom Ibelinskih zasedejo procesarski Tir, brez odpora se predajo Bejrut, Cezareja, Arsuf in Jafa.
  - 10. julij - Pade še citadela Tira.

### Ostalo
- 16. januar - Umrlega mejnega grofa Badna[4] Hermana V. nasledi sin Rudolf I.
- marec - Rekonkvista: kastiljski kralj Ferdinand III. okupira taifo Murcijo in jo spremeni v protektorat. S tem dobi Kastilija, ki prehiti Aragonijo, končno dostop do Sredozemskega morja. Kljub temu, da pusti lokalno muslimansko plemstvo, prične z obsežno kolonizacijo in pokristjanjevanjem[5]. 1244 ↔
- maj - Okcitanija: začetek obleganja katarskega gradu Montségur, zadnjega gnezda katarskega gibanja v Okcitaniji. Grad, ki se nahaja na težko dostopni legi in ga brani okoli 100 katarov, oblega vojska 10.000 križarjev. 1244 ↔
- 25. junij - Po 585 dneh sedisvakance kardinali-škofi končno izvolijo novega papeža - Inocenca IV., 180. po seznamu.[6] Novi papež, ki je prijatelj rimsko-nemškega cesarja Friderika II., ne odpravi njegovega izobčenja in vztraja na poziciji prejšnjega papeža Gregorja IX., zato se prijateljstvo med njima nekoliko zaostri. ↓
- 13. november → Gvelfi pokoljejo cesarsko vojaško posadko in preženejo gibeline iz Viterba. Friderik II. s tem izgubi pomembno mesto v bližini Rima. Friderik II. in papež Inocenc IV. se znajdeta na nasprotnih političnih bregovih. 1248 ↔
- Baltik: Novgorodska republika in viteški red Križnikov (skupaj z letno dni prej poraženim Livonskim redom, ki je podrejen Križnikom) skleneta mirovni sporazum, v katerem se Križniki odpovedujejo prodoru na ozemlja ruskih kneževin.
- Severnonemško mesto Tondern prevzame zakone[7] mesta Lübeck, korak v postopnem oblikovanju trgovsko-politične zveze Hansa.
- Brno dobi mestne pravice.
- Umrlega kmerskega kralja Indravarmana II. nasledi sin Džajavarman VIII.
- Umrlega urgellskega grofa Poncija I.[8] nasledi mladoletni sin Ermengol IX., ki pa še istega leta umre, zato grofijo prevzame njegov mlajši brat Álvaro.
- Giovanni di Fidanza se pridruži frančiškamom.

## Rojstva
- 31. maj - Jakob II., aragonski princ, kralj Majorke († 1311)
- 28. junij - cesar Go-Fukakusa, 89. japonski cesar († 1304)
- 2. september - Gilbert de Clare, angleški plemič, 7. grof Gloucester, 6. grof Hertford, izobčenec († 1295)

Neznan datum
- Egidij iz Rima, italijanski teolog in filozof († 1316)
- Filip de Courtenay, titularni latinski cesar († 1283)
- Godfrej iz Langleyja, angleški vitez in diplomat († 1307)
- Jacques de Molay, zadnji veliki mojster vitezov templarjev († 1314)
- Riccoldo da Monte di Croce, italijanski dominikanec, misijonar, popotnik († 1320)
- Roger-Bernard III., grof Foixa, knez Andorre, trubadur († 1302)

## Smrti
- 16. januar - Herman V., mejni grof Badna (* 1190)
- 20. februar - Romano Bonaventura, italijanski kardinal-škof
- 5. maj - Hubert de Burgh, angleški plemič, regent, 1. grof Kent (* 1170)
- 5. junij - Konstanca Babenberška, avstrijska princesa, meissenška mejna grofinja (* 1212)
- 15. oktober - Hedvika Andeška, šlezijska vojvodinja, poljska nadvojvodinja, svetnica (* 1174)

Neznan datum
- Domald Sidraški,  dalmatinski plemič (* okrog  1160)
- Dunama Dabbalemi, sultan Kanemskega kraljestva v Čadu
- Indravarman II., kmerski kralj
- Poncij I., grof Urgella (* 1216)
- Rihard iz San Germana, italijanski kronist (* 1170)
- Sanča II. Leonska, dedinja Leóna (* 1191)
- Yelü Chucai, mongolski državnik kitanskega rodu, Džingiskanov svetovalec (* 1189)